# Tradescantia spathacea
Tradescantia spathacea (традесканція покривальчата) — трав'яниста рослина з родини комелінові (Commelinaceae), вперше описана в 1788 році. Родом з Белізу, Гватемали та південної Мексики (Чіапас, Табаско та півострів Юкатан), широко культивується як декоративна кімнатна рослина; натуралізувалася в деяких районах узбережжя Південної Каліфорнії, Флориди, Гаваїв, Луїзіани, Техасу та на різних островах Тихого та Індійського океанів.
Раніше цей вид виділяли в окремий монотиповий рід Rhoeo, тож рео є застарілою назвою. Інші назви: традесканція різнобарвна, «лодія Мойсея» та «Мойсей в кошику».

## Опис

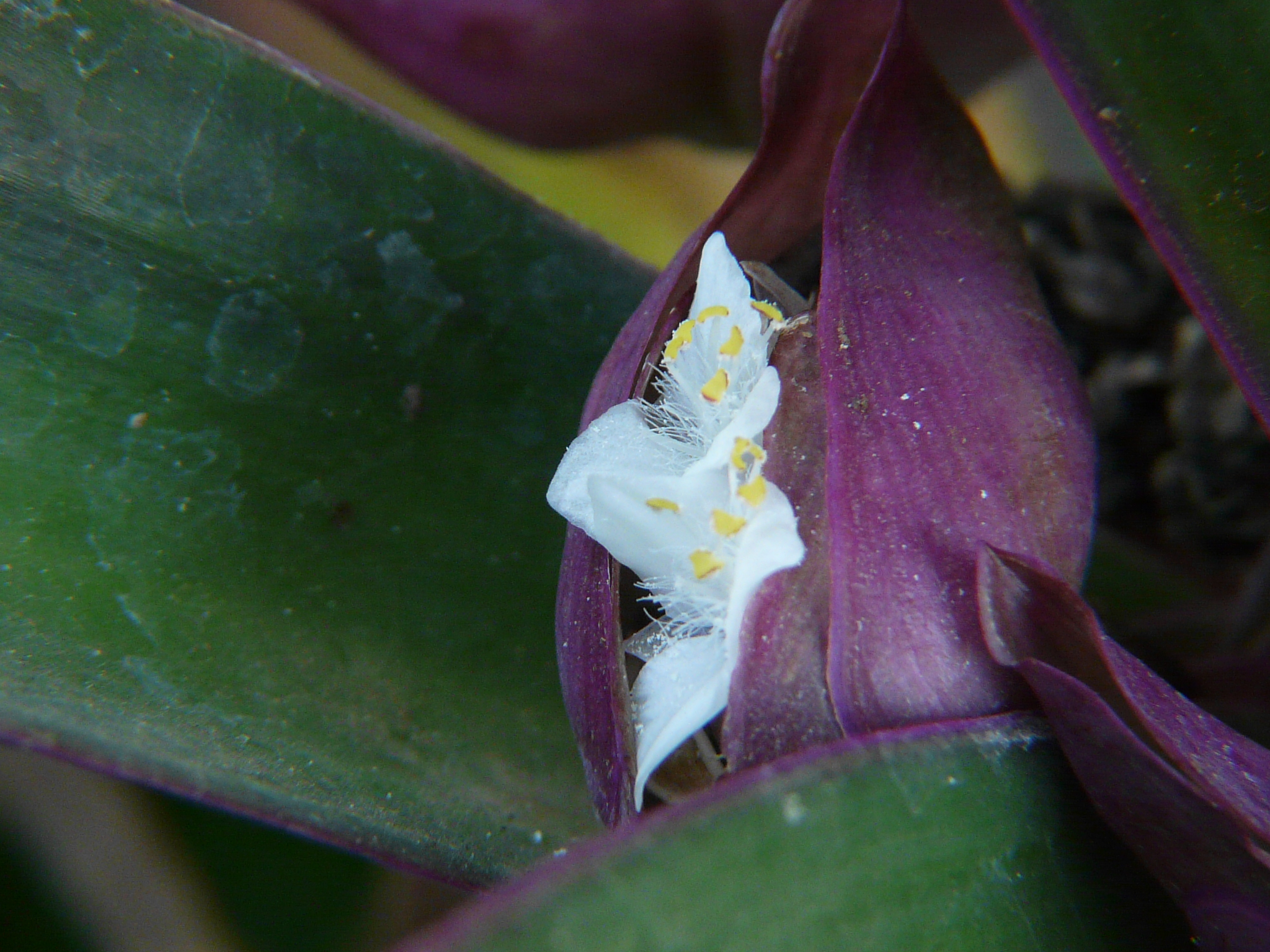
Квітка зблизька

Це вічнозелений чагарник з короткими стеблами, що росте щільним кущем. Має м'ясисті кореневища і розетки блискучих ланцетоподібних листків, близько 30 см завдовжки та 7 см завширшки. Листя зверху темно-зелене, знизу — глянцево-фіолетове. Колір нижньої сторони обумовлений особливими пігментами — антоціанами. Дуже маленькі, білі, кластерні квітки ростуть у пазушних китицях, укладених у фіолетові мішечкоподібні приквітки.
Кущ досягає 30 см у висоту. Це витривала квітка, що широко культивується як декоративна кімнатна рослина по всьому світу.